# Zeynep Tokuş
Zeynep Tokuş, née le 1er janvier 1977, est une actrice de cinéma et de télévision turque.

## Filmographie
- 2009 : Umut de Murat Aslan : Suna Ergin
- 2007 : L'Ange blanc (Beyaz Melek) de Mahsun Kirmizigül : Nazlı
- 2004 : Çocuklar Duymasın (TV) : Meltem
- 2004 : Vizontele Tuuba de Yilmaz Erdogan : Asiye
- 2003 : Eski Şehrin İnsanları de Cafer Özgül (TV) - Nedime Hanım
- 2003 : Hırçın Menekşe de Veli Çelik (TV) : Deniz
- 2001 : Yazgı de Zeki Demirkubuz : Sinem
- 2001 : Vizontele de Yilmaz Erdogan et Ömer Faruk Sorak : Asiye
- 1999 : Deli Yürek de Mustafa Sevki Dogan et Osman Sinav (TV) : Zeynep